# 万福生科
佳沃農業開發股份有限公司（前稱萬福生科（湖南）農業開發股份有限公司」，是湖南的一家农产品加工企业。因其为深圳创业板的上市公司，被市场查出其2008-2011财务数据造假而为公众所知。虚增营业成本1.46亿元、虚增净利润4023.16万元人民幣。
保荐上市的公司平安证券被迫赔偿3亿人民幣。证监会对其给予警告，没收其该保荐业务收入2550万元，并处以2倍的罚款，暂停保荐机构资格3个月；对保荐代表人吴文浩、何涛处以30万元罚款，撤销保荐代表人资格和证券从业资格，采取终身证券市场禁入措施。
证监会对中磊会计师事务所没收业务收入138万元处以2倍的罚款，撤销其证券服务业务许可；对湖南博鳌律师事务所没收业务收入70万元，并处以2倍的罚款，且12个月内不接受其出具的证券发行文件。
2018年11月18日佳沃集團附属公司佳沃臻诚以8.8億美元收購智利上市的三文魚公司Australis Seafoods S.A